# 科爾瓦河 (烏薩河支流)
科爾瓦河是俄羅斯的河流，由涅涅茨自治區和科密共和國負責管轄，屬於烏薩河的右支流，河道全長546公里，流域面積約18,100平方公里，河水主要來自雨水和融雪，每年十一月至翌年五月結冰。
65°55′30″N 57°19′04″E / 65.92500°N 57.31778°E